# Dorota Niedziółka
Dorota Anna Niedziółka – polska ekonomistka, prorektorka Szkoły Głównej Handlowej w Warszawie.

## Życiorys
Dorota Niedziółka w 1999 ukończyła studia na kierunku międzynarodowe stosunki gospodarcze i polityczne w Szkole Głównej Handlowej w Warszawie (praca magisterska Polska infrastruktura celna w latach 90-tych). Tamże w 2002 uzyskała stopień doktora nauk ekonomicznych na podstawie napisanej pod kierunkiem Jacka Brdulaka dysertacji Powiązania infrastruktury celnej z infrastrukturą techniczną w Polsce. W 2012 także w SGH otrzymała stopień doktor habilitowanej nauk ekonomicznych, specjalność gospodarka energetyczna, mezoekonomia, geografia ekonomiczna, przedstawiwszy osiągnięcie naukowe Regionalizacja rynków energii.
Jej zainteresowania naukowe obejmują takie zagadnienia jak: bezpieczeństwo energetyczne, rynek energii, lokalizacja działalności gospodarczej, geografia ekonomiczna, regionalizacja, globalizacja.
Od 1999 związana zawodowo ze Szkołą Główną Handlową w Warszawie, pełniąc szereg funkcji na uczelni, m.in.: kierowniczki Katedry Geografii Ekonomicznej, prodziekanki Studium Licencjackiego (2016–2018), dziekanki Studium Magisterskiego. Prorektorka SGH do spraw rozwoju w kadencji 2024–2028.
W latach 2006–2013 wykładała także w Wyższej Szkole Cła i Logistyki w Warszawie.
W 2022 „za zasługi w działalności na rzecz rozwoju nauki” została odznaczona Brązowym Krzyżem Zasługi.